# Koninklijke Belgische Tennisbond
De Koninklijke Belgische Tennisbond (KBTB) (Frans: Fédération Royal Belge de Tennis) is de overkoepelende tennisbond van België. De hoofdzetel van de bond is gevestigd in de Brusselse gemeente Elsene.

## Geschiedenis
Op 22 maart 1902 werd de Belgische Lawn Tennis Liga opgericht door 12 tennisclubs. In 1914 werd de naam veranderd in Belgische Lawn Tennisbond en in 1931 kreeg de vereniging het predicaat Koninklijk.
In 1979 werden er twee paritaire vleugels opgericht:
- Tennis en Padel Vlaanderen (tot 2014 Vlaamse Tennisvereniging (VTV) geheten), de Vlaamse liga van de bond
- Association Francophone de Tennis (AFT), de Franstalige liga van de bond

Deze twee liga's namen de taken van de overkoepelende bond grotendeels over en gingen autonoom onder de bevoegdheden van de Vlaamse Gemeenschap en de Franse Gemeenschap werken. Gelijktijdig werd de naam van de overkoepelende bond gewijzigd in Koninklijke Belgische Tennisbond.

## Organisaties
De competities in het tennis worden door de twee aparte liga's georganiseerd. Enkel de Belgische kampioenschappen voor de jeugd (Beker de Borman) en voor veteranen worden nog door de overkoepelende bond georganiseerd. De Belgische kampioenschappen voor dames- en herentennis worden sinds 2005 niet meer georganiseerd.
Op internationaal gebied wordt de Belgische inbreng aan de volgende toernooien door de KBTB geregeld:
- Davis Cup
- Fed Cup
- Hopman Cup

Indien er wedstrijden van deze toernooien in België plaatsvinden worden deze beurtelings georganiseerd door Tennis en Padel Vlaanderen en AFT.

## Bestuur
| Periode      | Voorzitter                |
| ------------ | ------------------------- |
| 1902 – 1919  | Armand Solvay             |
| 1919 – 1924  | Albert Lefèbvre–Giron     |
| 1924 – 1948  | Paul de Borman            |
| 1949 – 1956  | Oscar Bossaert            |
| 1956 – 1974  | Marcel Stas de Richelle   |
| 1974 – 1979  | Pierre Geelhand de Merxem |
| 1979 – 1981  | Jean-Pierre De Bodt       |
| 1982 – 1982  | Roger Tourlamain          |
| 1982 – 1990  | Pierre-Paul De Keghel     |
| 1990 – 1995  | Henri Denis               |
| 1995 – 2000  | Pierre-Paul De Keghel     |
| 2000 – 2005  | Yves Freson               |
| 2005 – 2005  | Pierre-Paul De Keghel     |
| 2006 – 2010  | Luc Vandaele              |
| 2010 – 2015  | Yves Freson               |
| 2015 – 2017  | Luc Vandaele              |
| 2017 – 2019  | André Stein               |
| 2019 – heden | Dirk De Maseneer          |